# Simon Pietro Grassi
Simon Pietro Grassi (Schilpario, 8 maggio 1856 – Tortona, 1º novembre 1934) è stato un vescovo cattolico italiano.

## Biografia
Simon Pietro Grassi nacque nel comune di Schilpario, in provincia di Bergamo, in via Piano n. 103 (contrada Catinelli) ora via Padre Maj n. 14, l'8 maggio 1856 da Francesco Grassi (maestro, della famiglia dei Pisi) e da Giacomina Pizio (della famiglia dei Pire). Ultimo di quattro fratelli (tre maschi e una femmina), rimasto orfano del papà nel 1857, ancora in tenera età, venne affidato alle cure e all'educazione scolastica e religiosa dello zio materno don Davide Pizio (fratello della madre Giacomina, già curato nella parrocchia del comune di Verdello, in provincia di Bergamo). Nel 1865 a Schilpario ricevette il sacramento della cresima. Frequentò quindi il seminario di Bergamo e il 19 dicembre 1878 venne ordinato sacerdote. Svolse le sue prime mansioni sacerdotali nelle parrocchie di Verdello, di Levate e Cologno al Serio, dove fu vicario foraneo. Nel 1914 fu nominato vescovo di Tortona, dove rimase e operò per circa 20 anni fino alla morte avvenuta il 31 ottobre 1934 a 78 anni. Per sua volontà fu sepolto nel cimitero di Verdello, dove erano già sepolte la mamma Giacomina e la nipote Pierina.
Unì alla vasta dottrina e alla profonda cultura umanistica una rara facondia e per la sua forbita eloquenza fu invitato a tenere prediche e sermoni in molte chiese dell'Italia Settentrionale. Studioso di patristica, ricevette la laurea honoris causa dalla facoltà teologica dell'università di Genova. Fu fra i primi animatori del movimento sociale dei cattolici in Bergamasca e favorì la formazione di mutue e di cooperative. Nel 1894 fondò a Cologno al Serio una cassa rurale. Convinto della necessità del superamento del non expedit, sostenne la candidatura dell'avvocato Cameroni, primo deputato cattolico al Parlamento italiano. Come parroco di Verdello lasciò duratura traccia del suo ministero. Dopo aver ricevuto da papa Pio X la nomina a vescovo di Melfi e Rapolla nel 1911, per umiltà e motivi di salute chiese ed ottenne di esimersi dall'incarico. Il 22 dicembre 1914 non poté più sottrarsi all'onore episcopale rinnovatogli da papa Benedetto XV, il quale gli affidò la diocesi di Tortona, a cui era associato il titolo di principe di Cambiò. Fu quindi consacrato vescovo il 25 aprile 1915 a Verdello dal cardinal Andrea Carlo Ferrari. 
Tornò più volte a Schilpario per ricevere gli onori dai numerosi parenti e dai concittadini, nel 1921 partecipò all'inaugurazione del monumento ai caduti sito nella piazza principale del paese.
Una lapide in ricordo era posta sulla facciata della chiesa parrocchiale di Schilpario rivolta verso la piazza, successivamente spostata sopra l'ingresso della ex chiesina di San Rocco. Una seconda lapide lo ricorda nella casa avita di via padre Giovanni Mai. Un quadro, posto nella sacrestia della chiesa, lo rappresenta in immagine.

## Genealogia episcopale
La genealogia episcopale è:
- Cardinale Scipione Rebiba
- Cardinale Giulio Antonio Santori
- Cardinale Girolamo Bernerio, O.P.
- Arcivescovo Galeazzo Sanvitale
- Cardinale Ludovico Ludovisi
- Cardinale Luigi Caetani
- Cardinale Ulderico Carpegna
- Cardinale Paluzzo Paluzzi Altieri degli Albertoni
- Papa Benedetto XIII
- Papa Benedetto XIV
- Papa Clemente XIII
- Cardinale Marcantonio Colonna
- Cardinale Giacinto Sigismondo Gerdil, B.
- Cardinale Giulio Maria della Somaglia
- Cardinale Carlo Odescalchi, S.I.
- Cardinale Costantino Patrizi Naro
- Cardinale Lucido Maria Parocchi
- Cardinale Andrea Carlo Ferrari
- Vescovo Simon Pietro Grassi